# Zorro's Fighting Legion
Zorro's Fighting Legion is een Amerikaanse filmreeks uit 1939, gemaakt door Republic Pictures. De reeks, bestaande uit 12 korte films, is gebaseerd op het personage Zorro. De hoofdrol werd vertolkt door Reed Hadley.

## Verhaal
De mysterieuze Don Del Oro (wat letterlijk “heer van het goud” betekent), een idool van de Yaqui Indianen, duikt onverwacht op en valt de goudvoorraad van de Mexicaanse republiek aan. Hij wil het land veroveren en er keizer van worden. Een man genaamd Francisco krijgt het bevel over een legioen dat de Yaqui-stam moet bevechten en het goud beschermen, maar ze kunnen niet lang stand houden. Zorro komt het legioen te hulp, maar kan niet voorkomen dat Francisco dodelijk wordt verwond. Na de dood van Francisco neemt Zorro het bevel over het legioen over om Don Del Oro te verslaan.

## Rolverdeling
| Acteur             | Personage              |
| ------------------ | ---------------------- |
| Reed Hadley        | Don Diego Vega / Zorro |
| Sheila Darcy       | Volita                 |
| William Corson     | Ramon                  |
| Leander De Cordova | Governor Felipe        |
| Edmund Cobb        | Manuel Gonzalez        |
| John Merton        | Commandante Manuel     |
| C. Montague Shaw   | Chief Justice Pablo    |
| Budd Buster        | Juan                   |
| Carleton Young     | Benito Juárez          |

## Achtergrond

### Hoofdstukken
1. The Golden God (27 min 38s)
2. The Flaming "Z" (16 min 41s)
3. Descending Doom (16 min 41s)
4. The Bridge of Peril (16 min 40s)
5. The Decoy (16 min 39s)
6. Zorro to the Rescue (16 min 40s)
7. The Fugitive (16 min 41s)
8. Flowing Death (16 min 41s)
9. The Golden Arrow (16 min 39s) -- Re-Cap Chapter
10. Mystery Wagon (16 min 40s)
11. Face to Face (16 min 40s)
12. Unmasked (16 min 41s)

### Running gag
Een kenmerk van de serie was de plotselinge dood van ten minste een indiaanse informant in elke aflevering. Deze informant stond altijd op het punt Zorro de ware identiteit van Don del Oro te vertellen, maar werd door de schurk neergeschoten met een gouden pijl voor hij zijn zin kon afmaken. Dit kenmerk werd later onbedoeld een running gag in de serie.

### Verschillen
Het verhaal kent een aantal verschillen met de Zorroboeken:
- Het verhaal speelt zich af in Mexico, niet in Californië.
- Lolita’s naam is veranderd in Volita.
- Zorro draagt een ander soort masker.
- Het personage Bernardo komt in de reeks niet voor.
- Zorro’s paard is in de films wit.

Een mogelijke verklaring voor deze verschillen is dat de filmreeks zich afspeelt na de film “The Mark of Zorro”. Dit is af te leiden uit de volgende punten:
- Don Diego arriveert in Mexico vanuit Los Angeles.
- De Mexicanen herkennen Zorro meteen, wat suggereert dat hij reeds een bekende held is.

### Stunts
- Dale Van Sickel als Don Diego Vega/Zorro
- Yakima Canutt
- James Fawcett
- Ted Mapes
- Ken Terrell